# CA Stål
CA Stål - certifierad arbetsledare/inspektör är ett frivilligt system för certifiering av arbetsledare som leder arbeten med montering av stålbyggnadskonstruktioner och inspektörer som inspekterar sådana. Det finns två klasser, klass N för normala konstruktioner och klass K för komplicerade konstruktioner. 